# Zielnik Helwinga
Zielnik Helwinga – zielnik (inaczej herbarz) sporządzony przez Jerzego Andrzeja Helwinga na początku XVIII wieku.

## Historia
Zielnik przechowywany w zbiorach Biblioteki Narodowej zawiera zasuszone rośliny zebrane z terenów dzisiejszej Polski i jest najstarszym zachowanym zbiorem tego typu. Powstał na początku XVIII wieku, a jego autorem był pastor w Węgorzewie Jerzy Andrzej Helwing. 

## Opis
"W odróżnieniu od innych herbarzy, nie zawiera on opisów roślin leczniczych i użytkowych, a jedynie zasuszone rośliny. Jest to tzw. herbarium vivum(„żywy zielnik”) albo hortus siccus („zasuszony ogród”), czyli zbiór okazów botanicznych".

## Galeria

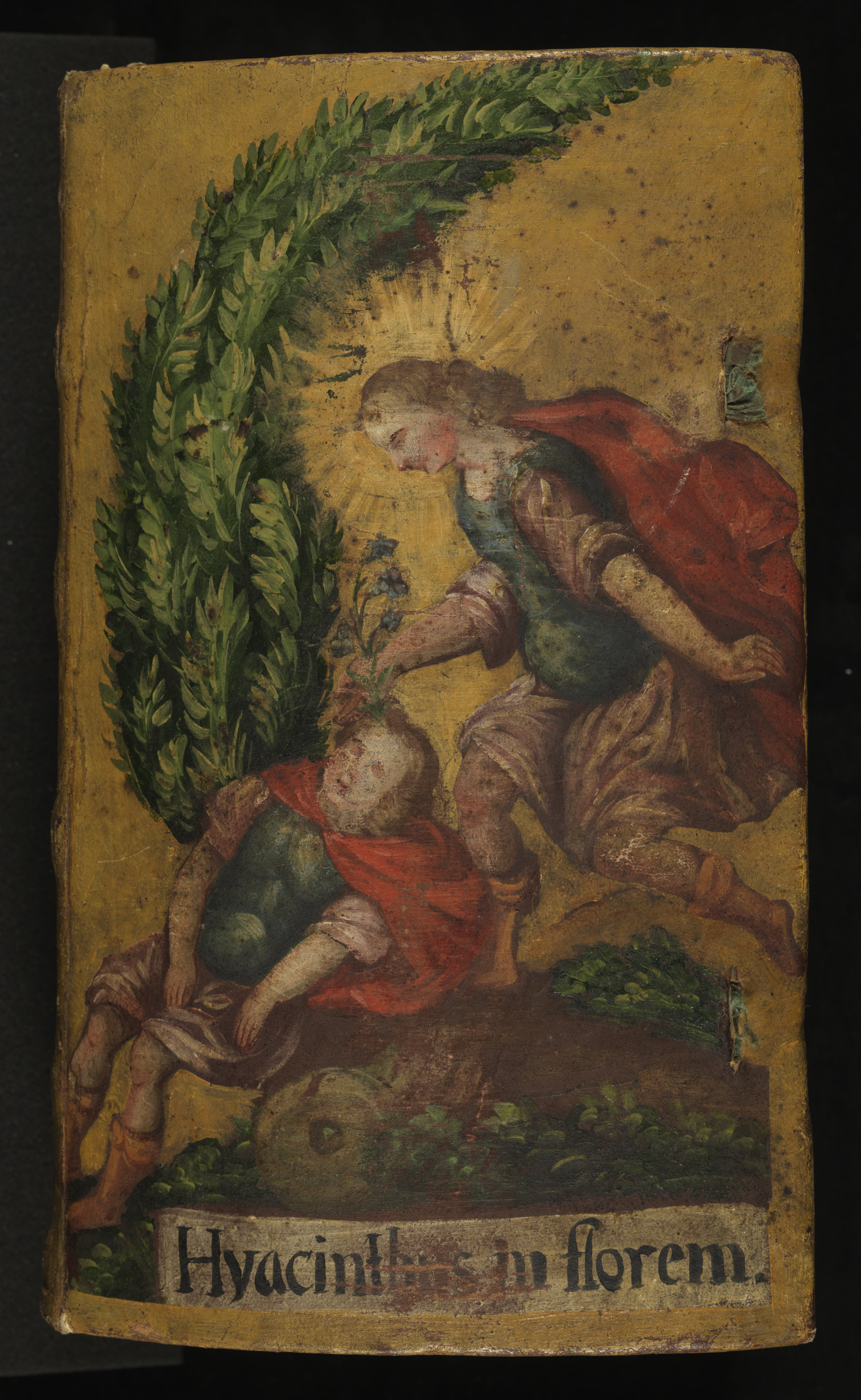
Okładka tomu I
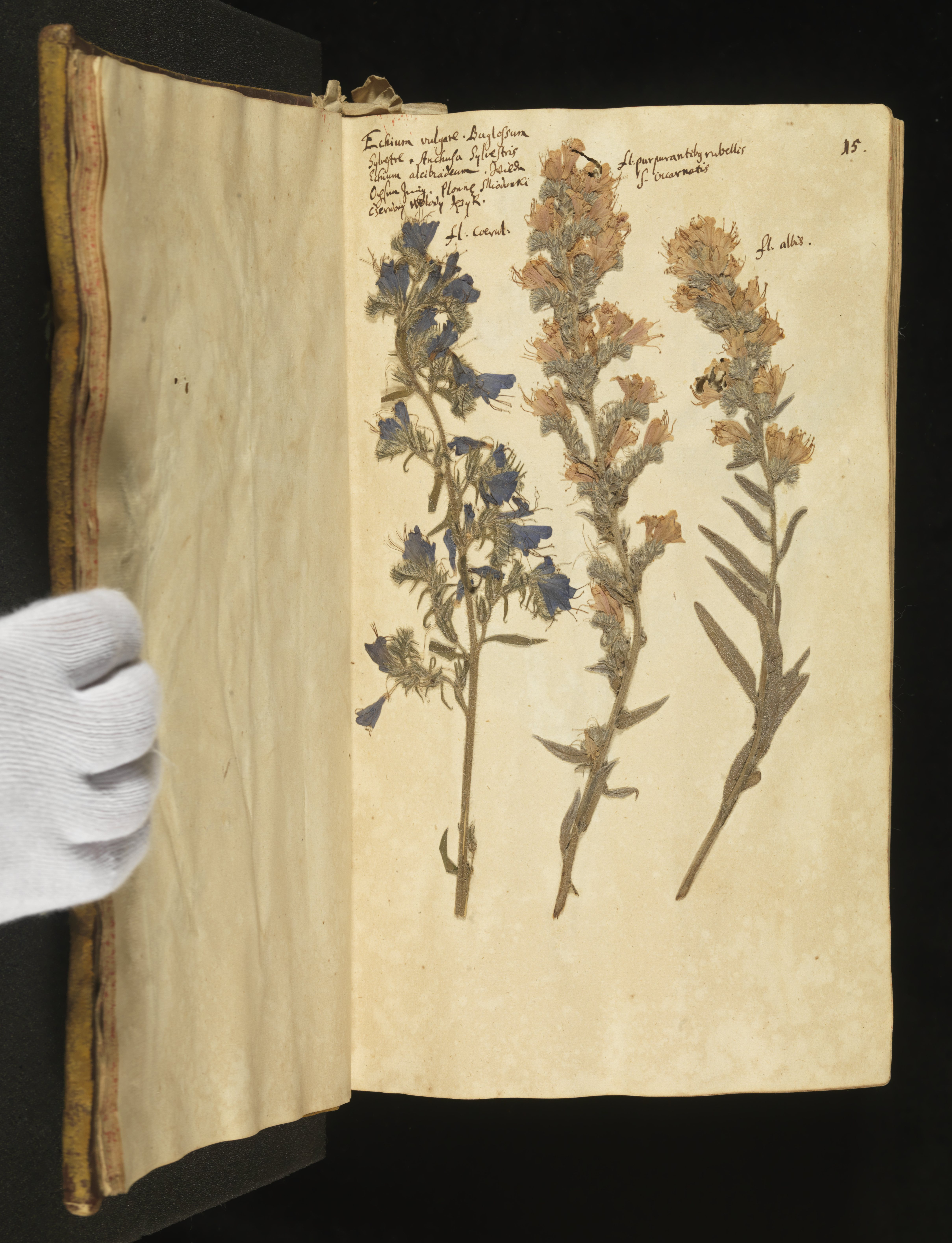
tom I, karta 15